# Tweede Kamerverkiezingen 2017/Kandidatenlijst/De Burger Beweging
Dit is de lijst van kandidaten van De Burger Beweging (DBB) voor de Nederlandse Tweede Kamerverkiezingen van 15 maart 2017, zoals deze op 14 februari 2017 werd vastgesteld door de Kiesraad.

## Achtergrond
De Kiesraad verklaarde de kandidatenlijst van De Burger Beweging in kieskring 20 (Caribisch Nederland) ongeldig. Ook werden drie kandidaten van alle lijsten geschrapt, omdat de verklaring dat zij instemden met hun kandidaatstelling ontbrak. Een van deze kandidaten werd na beroep bij de Afdeling bestuursrechtspraak van de Raad van State alsnog toegelaten tot de lijst van kandidaten.
De Burger Beweging kent 42 lijsttrekkers, die ieder al jarenlang vertegenwoordiger zijn van hun maatschappelijke idealen.
Er is geen hiërarchie en uniek in het politiek bestel is opvallend, dat de kandidaten gesorteerd zijn op voornaam op de kandidatenlijst.
Ze doen mee met de 2e Kamerverkiezingen 2017 als lijst 17 met 17 vrouwelijke kandidaten.

## De lijst
1. Ad Vlems – 2.159
2. Albert de Louw – 348
3. André Rozendaal – 168
4. Anita van der Linde – 475
5. Anke Siegers – 169
6. Annette Mul – 157
7. Anthony Migchels – 48
8. Augusto Titarsole – 126
9. Dirk Dubling – 150
10. Elovena Ackerman – 24
11. Erik Holthuis – 48
12. Frieda Bos – 87
13. Geert Vousten – 28
14. Gio Vogelaar – 76
15. Hanneke Bijl – 41
16. Hans van Steenbergen – 59
17. Hugo Schönbeck – 45
18. Indi Hondema – 62
19. Janita Venema – 81
20. Jeroen Ghuijs – 42
21. Jolanda Kirpensteijn – 45
22. Jolanda Wilshaus – 21
23. Karina Jansen – 50
24. Kitty Haccou – 85
25. Leo van der Vlist – 9
26. Lex Hupe – 22
27. Louis Bervoets – 71
28. Marco Janssen – 21
29. Marielle Cornielje – 70
30. Marnix Lamers – 28
31. Marijke Hanff – 26
32. Nina van der Burgt – 49
33. Peter van Vliet – 14
34. Purusha van de Graaf – 21
35. Rene Visser – 45
36. René Graafsma – 14
37. Robbert Geelen – 12
38. Robert Swami-Persaud – 19
39. Roula Tourgaidis – 38
40. Sjoerd Zoethout – 45
41. Wernard Bruining – 54
42. Wim Massop – 69

VVD · PvdA · PVV · SP · CDA · D66 · ChristenUnie · GroenLinks · SGP · Partij voor de Dieren · 50PLUS · OndernemersPartij · VNL · DENK · Nieuwe Wegen · Forum voor Democratie · De Burger Beweging · Vrijzinnige Partij · GeenPeil · Piratenpartij · Artikel 1 · Niet Stemmers · Libertarische Partij · Lokaal in de Kamer · Jezus Leeft · StemNL · Mens en Spirit/Basisinkomen Partij/V-R · Vrije Democratische Partij